# Signos (Zeitschrift)
Signos war eine Zeitschrift der spanischen Dichtung der 1980er Jahre, die von Leopoldo Alas, Luis Cremades, Mario Miguez und dem Schweizer Kunstmaler Daniel Garbade gegründet wurde. Die im Verlag Editiones Libertarias und El Observatorio publizierte Zeitschrift wurde von Leopoldo Alas geleitet, der außergewöhnliche und bis dahin nicht veröffentlichte Gedichte von bekannten Autoren zur Veröffentlichung publizierte.
Die heute gesuchten Auflagen wurden bis 1992 gedruckt, dann wurde Signos zum Imprint des Verlagshauses Huerga y Fierro in Madrid.

## Inhalt
Gedichte und Texte von damals noch unbekannten Autoren wie Vicente Gallego, Angel Petisme oder Luis Cremades standen Seite an Seite mit der Poesie bedeutendster Dichter der spanischen Literatur wie Rafael Alberti, Jaime Gil de Biedma, Manuel Vásquez Montalbán, Pere Gimferrer, Vicente Molina Foix, Fernando Savater, Severo Sarduy, Cesar Antonio Molina, Rafael Sánchez Ferlosio, aber auch deutschen und französischen Autoren wie Jean Cocteau oder Rainer Maria Rilke.

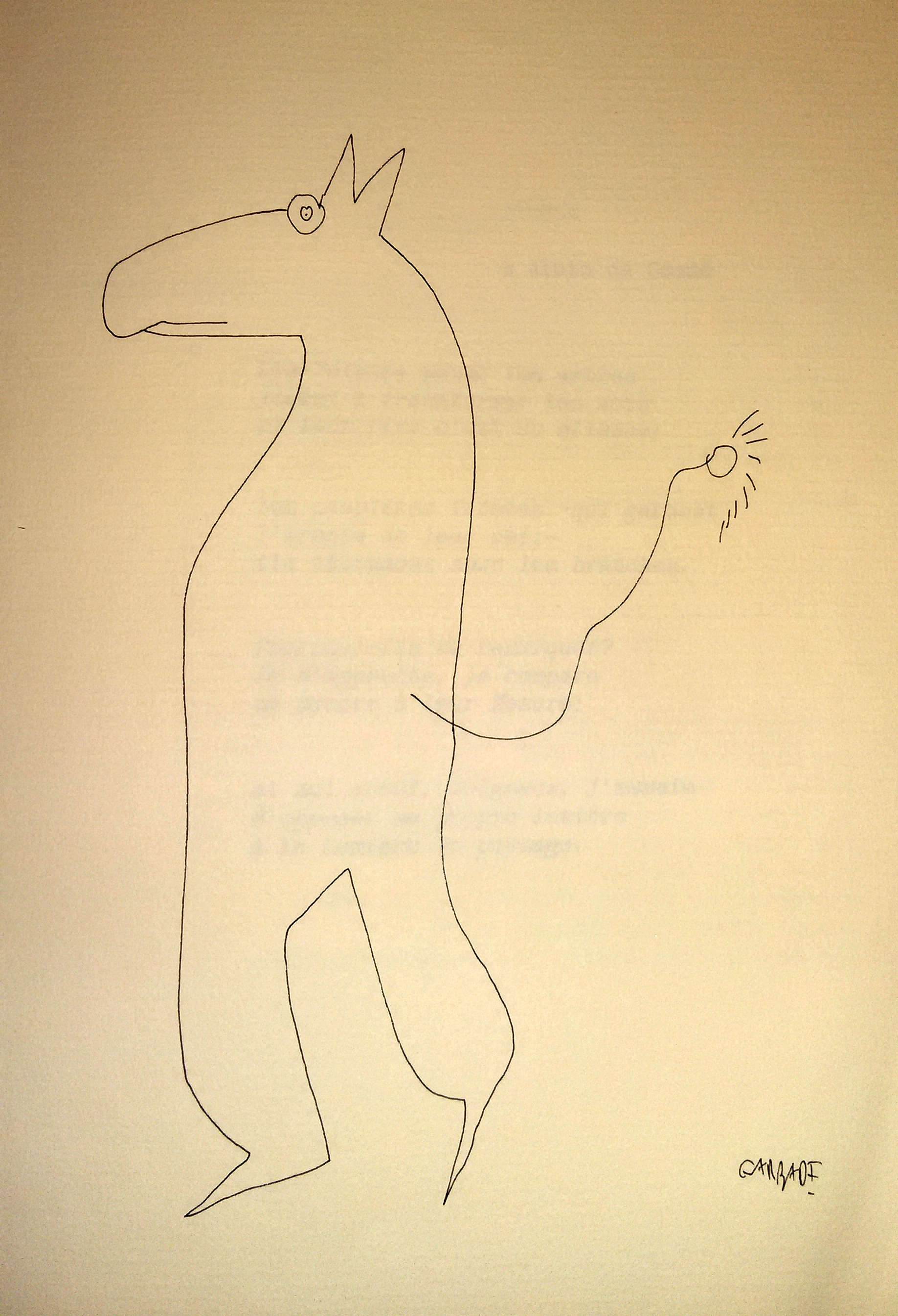
Original Zeichnung von Daniel Garbade in Signos no.1

Die mit viel Sorgfalt gestaltete Zeitschrift war illustriert und enthielt auch zeitweise Originalzeichnungen von Künstlern wie Rafael Alberti, Jean Cocteau, Daniel Garbade, Roberto González Fernández, Chema Tato oder Olga Klein, welche jeweils in Ausstellungen im Círculo de Bellas Artes Madrid oder dem Museo Reina Sofía präsentiert wurden.

## Auflagen
- Signos 1, 1987, mit Gedichten von Rafael Alberti, Vicente Molina Foix, Francisco Brines, Luis Cremades und Zeichnungen von Rafael Alberti und Daniel Garbade, ISBN 84-86353-31-9.
- Signos 3, 1988, von César Antonio Molina, Rainer Maria Rilke und Colagen von Olga Klein, ISBN 84-86353-33-5.
- Signos 4, 1988, mit Gedichten von Severo Sarduy, Luis Eduardo Aute, enthält als Beilage: Aquellos nueve novísimos de Castellet, ISBN 84-7683-101-3.
- Signos 5/6, 1989, mit  Fernando Savater,Angel Petisme, und Zeichnungen Jean Cocteau, Daniel Garbade, Roberto González Fernández, ISBN 84-7683-113-7.
- Signos 8, 1990, mit Gedichten von Jaime Gil de Biedma, Luis Antonio de Villena, Vicente Huidobro, Julio Martinez Mesanza.
- Signos 9/10 mit Gedichten von Rafael Alberti, Jean Cocteau, Sandro Penna und Zeichnungen von Rafael Alberti, ISBN 84-87095-67-4.
- Signos 11/12, mit Texten von Paul Verlaine, José Infante, OCLC 77617403.